# 富州原町
富州原町（とみすはらちょう）は、三重県四日市市の町名。郵便番号は510-8014（集配局:四日市郵便局）。

## 地理
四日市市東部に位置し、北東は天カ須賀五丁目・川越町大字豊田、北西は平町・松原町、南東は富田一色町・住吉町、南西は富田二丁目に接する。

## 世帯数と人口
2025年（令和7年）4月1日現在の世帯数と人口は以下の通りである。
| 町丁     | 世帯数  | 人口  |
| -------- | ------- | ----- |
| 富州原町 | 250世帯 | 507人 |

## 学区
市立小・中学校に通う場合、学区は以下の通りとなる。
| 番・番地等 | 小学校                 | 中学校                 |
| ---------- | ---------------------- | ---------------------- |
| 全域       | 四日市市立富洲原小学校 | 四日市市立富洲原中学校 |

## 歴史
三重郡富洲原町の一部を前身とする。

### 町名の由来
町村制施行以前の村名である富田一色の「富」、天ケ須賀の「須（→洲）」、松原の「原」を合わせたもので、新町名制定に際し地区名（富洲原地区）と区別するため「洲」を「州」に置き換えた。

### 沿革
- 1966年（昭和41年） - 大字松原・富田一色・東富田の各一部より、富州原町が成立[6]。

## 施設
- イオンモール四日市北
  - 2001年、旧東洋紡績富田工場跡地にイオン四日市北ショッピングセンターとして開業した（2011年改称）。レンガ造りの別棟のうち中央の1棟は東洋紡績時代に使用されていたもので、国の登録有形文化財となっている。
- エディオン四日市北店
- 業務スーパー四日市北店
- 四日市市立富洲原小学校
- 四日市市立富洲原幼稚園
- 四日市市立富洲原こども園
- 四日市市富洲原地区市民センター
- 四日市市立北部児童館
- 北伊勢上野信用金庫富田支店
- 富田一色郵便局
- 一王稲荷神社
- 延命寺
- 大信寺

## 道路
- 三重県道401号桑名四日市線
- 三重県道505号四日市港松原線